# Cima (Porlezza)
Cima (Scima in dialetto comasco, AFI: [ˈʃiːma]) è una frazione del comune di Porlezza, in provincia di Como, posta a ovest del centro abitato, lungo la strada che costeggia il Ceresio verso San Mamete porta alla dogana di Gandria, al confine con la Svizzera. La località ha mantenuto una tipica struttura medievale, con resti di antiche mura e fortificazioni.

## Storia
Il ritrovamento, nel 1873, di più di quattrocento monete galliche in località Caraa, così come il rinvenimento di duecento analoghe monete nell'area del cimitero di San Giorgio, lascia supporre la presenza di Galli (o, comunque, di una fiorente attività commerciale con tale popolazione) nel territorio di Cima.
In epoca medievale, Cima fu un antico comune del Milanese, dotato di statuti propri.
Durante la guerra decennale, Cima disponeva di un castello, detto di San Michele, difeso dai comaschi e messo sotto assedio dai milanesi. Appartenuto ai Muttoni, nel XVI secolo il castello divenne covo di fuorilegge e, per questa ragione, fu demolito per ordine di Carlo Borromeo. 
Registrato agli atti del 1751 come un borgo di 198 abitanti scesi a 152 nel 1771, nel 1786 Cima entrò per un quinquennio a far parte della Provincia di Como, per poi cambiare continuamente i riferimenti amministrativi nel 1791, nel 1797 e nel 1798. Nel 1799 contò 186 anime.
Portato definitivamente sotto Como nel 1801, alla proclamazione del regno d'Italia napoleonico nel 1805 risultava avere 190 abitanti. Nel 1807 il municipio fu soppresso su risultanza di un regio decreto di Napoleone che lo annesse ad Albogasio, ma il comune di Cima fu tuttavia ripristinato con il ritorno degli austriaci. Nel 1853 risultò essere popolato da 269 anime, scese a 247 nel 1871. Nel 1921 si registrarono 346 residenti. Fu il regime fascista a decidere nel 1928 di sopprimere definitivamente il comune, unendolo stavolta a Porlezza.

## Monumenti e luoghi d'interesse
- Oratorio romanico di San Michele[8] del secolo XII[9] e attestato entro i confini della parrocchia di Cima dagli atti della visita pastorale del vescovo Pozzobonelli del 1751 nella pieve di Porlezza[10]. Probabilmente, l'oratorio faceva già parte del locale castello di San Michele.[4] Resti di affreschi e archetti pensili in cotto sono visibili su una delle pareti esterne.[4] Al suo interno, l'oratorio conserva un affresco dell'Ultima Cena del 1347[9][4].
- Chiesa della Purificazione di Maria, costruita dal 1530[11] a partire da una precedente struttura.[12]  Situata nel centro storico,[13] conserva affreschi del Seicento[9] e un altorilievo commemorativo di un'alleanza stipulata tra Gian Giacomo Medici e la Repubblica di Venezia[3]. In territorio veneto si formò anche l'autore della pala d'altare conservata all'interno dell'edificio[9]. Nel 1582,[14] in data 8 agosto,[10] la chiesa fu elevata alla dignità di parrocchiale[10].
- Oratorio dell'Immacolata[15], nel centro storico,[13] attestato entro i confini della parrocchia di Cima dagli atti della visita pastorale del vescovo Andrea Carlo Ferrari del 1895 nella pieve di Porlezza.
- Oratorio di San Giorgio[16], consacrato l'11 novembre 1570 da Carlo Borromeo e attestato entro i confini della parrocchia di Cima dagli atti della visita pastorale del vescovo Pozzobonelli del 1751 nella pieve di Porlezza[10]. Chiesa cimiteriale di origine medievale,[17] venne rielaborata tra Seicento e Settecento[17].
- Tomba Muttoni di Francesco Antonio Muttoni (XVIII secolo).[18]
- Tempietto ottagonale, lungo la strada di collegamento tra Cima e San Michele.[19]